# Malesia eugoana
Malesia eugoana là một loài bướm đêm thuộc phân họ Arctiinae, họ Erebidae.